# João Paulo Mior
João Paulo Mior (Serafina Corrêa, 8 de março de 1991) é um futebolista brasileiro que atua como meio-campista. Atualmente joga no Seattle Sounders, dos Estados Unidos.

## Carreira

### Internacional
João Paulo iniciou sua carreira no Sport Clube Gaúcho de Passo Fundo, onde jogava junto com o atacante Lucas Roggia. Chegou no Internacional com 13 para 14 anos, também junto com Roggia. Apontado como uma joia nas categorias de base do Colorado, João Paulo vestiu a camisa 10 de todos os times da base do Inter. No início de 2009, o empresário Mino Raiola queria levar ele e Lucas Roggia para o futebol italiano. O Inter, no entanto, não os colocou para jogar e pressionou até conseguir a renovação de contrato. Assim, João Paulo subiu para os profissionais em 2010.

### Atlético-GO
Pouco aproveitado pelo treinador Dunga, João Paulo foi emprestado para o Atlético Goianiense até o fim da temporada. Pelo Dragão, disputou 48 jogos e marcou seis gols – quatro deles na Série B de 2013.

### Goiás
Em 20 de janeiro, foi apresentado pelo Goiás como reforço para a temporada de 2014.

### Santa Cruz
Assinou com o Santa Cruz no dia 13 de janeiro de 2015, chegando emprestado pelo Internacional por um ano. Marcou seu primeiro gol pelo Santa Cruz contra o Central, onde o tricolor venceu por 2–1. Na partida contra o Sport, na Ilha do Retiro, fez o gol de empate no último minuto de jogo, numa cabeçada. Apesar de ter sido atingido pelo zagueiro adversário e mesmo sangrando muito, João Paulo foi comemorar com a torcida tricolor.
Seu contrato com o Internacional tinha chegado ao fim e assim ficou sem vinculo com o Santinha, então o Inter renovou com o João Paulo até o final de 2015 e renovou o empréstimo com o Santa Cruz. Participou do elenco que levou o tricolor de volta a elite do futebol brasileiro, sendo o craque coral na Série B daquele ano.

#### Ida em definitivo
Após ficar livre no mercado, optou por assinar em definitivo com o Santa Cruz por dois anos. Marcou seu primeiro gol em 2016 Contra o América-PE, finalizando com categoria na saída do goleiro. Destacou-se nesse ano carregando o time para os títulos da Copa do Nordeste e do Campeonato Pernambucano, além de fazer um bom Campeonato Brasileiro, apesar do eventual rebaixamento do Santa Cruz.

### Botafogo
Em janeiro de 2017 assinou por três anos com o Botafogo, que pagou 3 milhões de reais por 60% dos seus direitos econômicos. Estreou pelo Fogão no dia 1 de fevereiro, na vitória de 2–1 contra o Colo-Colo, válida pela Copa Libertadores da América.
Teve boa atuação e foi decisivo no dia 6 de julho, contra o Nacional do Uruguai, pelas oitavas de final da Libertadores. João Paulo recebeu passe de Rodrigo Pimpão e deu um leve toque na bola, o suficiente para marcar o gol e ajudar na vitória fora de casa por 1–0.
Já no dia 24 de setembro, pelo Campeonato Brasileiro, João Paulo recebeu cruzamento pelo alto, dominou e bateu, marcando um belo gol e garantindo a virada por 3–2 contra o Coritiba.
No dia 18 de março de 2018, num jogo contra o Vasco da Gama pelo Campeonato Carioca, João Paulo foi tentar dominar uma bola no alto rifada pela defesa cruz-maltina e acabou quebrando a perna numa dividida com o atacante Rildo. O raio-x mais tarde no hospital revelou que o meia havia fraturado a fíbula e a tíbia. João Paulo ficou fora dos gramados por oito meses, e depois desse período retornou aos treinamentos.

### Seattle Sounders
Em janeiro de 2020, João Paulo foi emprestado como jogador designado para o Seattle Sounders, que pagou US$1,25 milhão pela transferência. O clube disputa a Major League Soccer, principal divisão de futebol dos Estados Unidos.
Em janeiro de 2021, o clube americano anunciou a compra definitiva do jogador junto ao Botafogo. Conquistou a Liga dos Campeões da CONCACAF no dia 5 de maio de 2022, seu primeiro título pela equipe.

## Vida pessoal
É sobrinho do ex-lateral-esquerdo Casemiro Mior, que atuou no Grêmio na década de 80.

## Estatísticas
Atualizadas até 1 de fevereiro de 2017

### Clubes
| Clube               | Temporada         | Campeonato nacional[a] | Campeonato nacional[a] | Campeonato nacional[a] | Copa nacional[b] | Copa nacional[b] | Copa nacional[b] | Competições internacionais[c] | Competições internacionais[c] | Competições internacionais[c] | Outros torneios[d] | Outros torneios[d] | Outros torneios[d] | Total | Total | Total   |
| Clube               | Temporada         | Jogos                  | Gols                   | Assist.                | Jogos            | Gols             | Assist.          | Jogos                         | Gols                          | Assist.                       | Jogos              | Gols               | Assist.            | Jogos | Gols  | Assist. |
| ------------------- | ----------------- | ---------------------- | ---------------------- | ---------------------- | ---------------- | ---------------- | ---------------- | ----------------------------- | ----------------------------- | ----------------------------- | ------------------ | ------------------ | ------------------ | ----- | ----- | ------- |
| Internacional       | 2010              | 0                      | 0                      | 0                      | —                | —                | —                | —                             | —                             | —                             | 3                  | 0                  | 0                  | 3     | 0     | 0       |
| Internacional       | 2011              | 14                     | 0                      | 1                      | —                | —                | —                | 0                             | 0                             | 0                             | 1                  | 0                  | 1                  | 15    | 0     | 2       |
| Internacional       | 2012              | 4                      | 0                      | 0                      | —                | —                | —                | 4                             | 0                             | 0                             | 14                 | 1                  | 6                  | 22    | 1     | 6       |
| Internacional       | 2013              | —                      | —                      | —                      | —                | —                | —                | —                             | —                             | —                             | 3                  | 0                  | 0                  | 3     | 0     | 0       |
| Internacional       | Total             | 18                     | 0                      | 1                      | 0                | 0                | 0                | 4                             | 0                             | 0                             | 21                 | 1                  | 7                  | 43    | 1     | 8       |
| Atlético Goianiense | 2013              | 35                     | 4                      | 5                      | 3                | 0                | 0                | —                             | —                             | —                             | 10                 | 2                  | 1                  | 48    | 6     | 6       |
| Atlético Goianiense | Total             | 35                     | 4                      | 5                      | 3                | 0                | 0                | 0                             | 0                             | 0                             | 10                 | 2                  | 1                  | 48    | 6     | 6       |
| Goiás               | 2014              | 5                      | 0                      | 0                      | 1                | 0                | 0                | 0                             | 0                             | 0                             | 7                  | 0                  | 0                  | 13    | 0     | 0       |
| Goiás               | Total             | 5                      | 0                      | 0                      | 1                | 0                | 0                | 0                             | 0                             | 0                             | 7                  | 0                  | 0                  | 13    | 0     | 0       |
| Santa Cruz          | 2015              | 45                     | 1                      | 5                      | —                | —                | —                | 0                             | 0                             | 0                             | 11                 | 2                  | 2                  | 45    | 3     | 7       |
| Santa Cruz          | 2016              | 60                     | 2                      | 3                      | 3                | 0                | 0                | 3                             | 0                             | 0                             | 20                 | 1                  | 0                  | 60    | 3     | 3       |
| Santa Cruz          | Total             | 105                    | 3                      | 8                      | 3                | 0                | 0                | 3                             | 0                             | 0                             | 21                 | 3                  | 2                  | 105   | 6     | 10      |
| Botafogo            | 2017              | 0                      | 0                      | 0                      | 0                | 0                | 0                | 1                             | 0                             | 0                             | 0                  | 0                  | 0                  | 1     | 0     | 0       |
| Botafogo            | Total             | 0                      | 0                      | 0                      | 0                | 0                | 0                | 1                             | 0                             | 0                             | 0                  | 0                  | 0                  | 1     | 0     | 0       |
| Total na carreira   | Total na carreira | 126                    | 7                      | 14                     | 7                | 0                | 0                | 8                             | 0                             | 0                             | 69                 | 6                  | 10                 | 211   | 13    | 24      |

- a. ^ Jogos da Campeonato Brasileiro
- b. ^ Jogos da Copa do Brasil
- c. ^ Jogos da Copa Sul-Americana e Copa Libertadores da América
- d. ^ Jogos do Campeonato Goiano, Campeonato Gaúcho, Campeonato Pernambucano, Taça Chico Science e Copa do Nordeste

## Títulos
Internacional
- Campeonato Gaúcho: 2011, 2012 e 2013
- Recopa Sul-Americana: 2011

Santa Cruz
- Campeonato Pernambucano: 2015 e 2016
- Taça Chico Science: 2016
- Copa do Nordeste: 2016

Botafogo
- Campeonato Carioca: 2018

Seattle Sounders
- Liga dos Campeões da CONCACAF: 2022

### Prêmios individuais
- Melhor meio-campista do Campeonato Pernambucano: 2015[19] e 2016[20]
- Craque do Campeonato Pernambucano: 2015[21]
- Seleção do Campeonato Brasileiro de Futebol - Série B: 2015[7]
- MLS All-Star: 2021
- Equipe do ano da Major League Soccer: 2021